# Pevensey Castle
Pevensey Castle er et middelalderslot og tidligere romersk-saksisk kystfort ved Pevensey i East Sussex i England. Området er et Scheduled monument, der styres af English Heritage og er åbent for besøgende. Det blev bygget omkring år 290 og var kendt af romerne som Anderitum, og fæstningen har tilsyneladende været base for flåden, Classis Anderidaensis. Årsagen til opførelsen er ikke klarlagt; længe troede man, at det var en del af et romersk forsvarssystem til at beskytte de britiske, galliske kyster mod saksiske pirater men det er senere foreslået, at Anderitum og de andre saksiske kystforter blev bygget af en tronraner, Carausius, i et forgæves forsøg på et forhindre romerne i at genskabe deres kontrol over Britannien.
Anderitum forfaldt til ruin, efter romerne forlod Britannien, men kom atter i brug i 1066 af normannerne, for hvem det blev et vigtigt strategisk forsvarsværk. Et keep i sten og andre forskansninger blev bygget inden for de romerske mure, og fæstningen blev udsat for flere belejringer. Selv om garnisonen to gang blev nødt til at overgive sig pga. sult, blev Pevensey Castle aldrig stormet og overtaget ved direkte krigshandlinger. Det blev brugt mere eller mindre kontinuerligt til 1500-tallet, bortset fra en mulig kort periode i 1200-tallet, hvor dele af det blev ødelagt. Det blev forladt igen i slutningen af 1500-tallet og forblev en forfalden overgroet ruin, til det blev købt af staten i 1925.
Under anden verdenskrig blev Pevensey Castle atter brugt, da tropper fra Home Guard, den britiske, den canadiske hær og United States Army Air Corps benyttede det. Maskingeværreder blev bygget i de romerske og normanniske mure for at kontrollere det flade land omkring Pevensey og for at forsvare sig mod en tysk invasion. Soldaterne forlod stedet efter anden verdenskrig, og ændringerne kan stadig ses.